# 苏尔唐甘杰
苏尔唐甘杰（Sultanganj），是印度比哈尔邦巴加爾布爾縣的一个城镇。总人口41812（2001年）。

## 人口
该地2001年总人口41812人，其中男性22512人，女性19300人；0—6岁人口7311人，其中男3835人，女3476人；识字率52.24%，其中男性为59.76%，女性为43.47%。